# À l'intérieur (film, 2023)
Pour les articles homonymes, voir À l'intérieur et Inside.
Pour plus de détails, voir Fiche technique et Distribution.
À l'intérieur ou Enfermé au Québec (Inside) est un film germano-belgo-grec réalisé par Vasilis Katsoupis (de) et sorti en 2023.
Il est présenté en avant-première à la Berlinale 2023.

## Synopsis
Nemo est un cambrioleur expérimenté, spécialisé dans le vol d'œuvres d'art. Il s'introduit par effraction dans le penthouse d'un riche collectionneur d'art à Manhattan, pour y voler trois œuvres d'Egon Schiele. Il ne parvient pas à trouver l'autoportrait. C'est alors qu'il déclenche par mégarde le système de sécurité qui scelle l'appartement. Nemo va devoir tout faire pour sortir du luxueux appartement.

## Fiche technique
Sauf indication contraire, les informations mentionnées dans cette section peuvent être confirmées par la base de données cinématographiques IMDb,  présente dans la section « Liens externes ».
- Titre original : Inside
- Titre français : À l'intérieur
- Titre québécois : Enfermé
- Réalisation : Vasilis Katsoupis
- Scénario : Ben Hopkins, d'après une histoire de Vasilis Katsoupis
- Musique : Frederik van de Moortel
- Décors : Thorsten Sabel
- Costumes : Catherine Van Bree
- Photographie : Steve Annis
- Montage : Lambis Haralambidis
- Production : Giorgos Karnavas, Marcos Kantis et Dries Phlypo
- Sociétés de production : Heretic, Schiwago Film et A Private View ; avec la participation d'Ekome
- Sociétés de distribution : L'Atelier Distribution (France), Sony Pictures Entertainment (Belgique), SquareOne Entertainment (Allemagne), Tulip Entertainment (Grèce)
- Budget : n/a
- Pays de production :  Grèce,  Allemagne,  Belgique
- Langue originale : anglais
- Format : couleur
- Genre : thriller psychologique
- Durée : 105 minutes
- Dates de sortie[1] :
  - Allemagne : 20 février 2023 (Berlinale)
  - Allemagne : 16 mars 2023 (sortie limitée)
  - Grèce : 17 mars 2023
  - France : 7 avril 2023 (Reims Polar)
  - France : 1er novembre 2023
- Classification[2] :
  - États-Unis : R

## Distribution
- Willem Dafoe : Nemo
- Gene Bervoets : le propriétaire du penthouse
- Eliza Stuyck : Jasmine

## Production
Le tournage s'achève début juin 2021, après sept semaines de tournage dans les studios MMC TV & Film à Cologne

## Sortie et accueil

### Festivals
Le film est présenté en avant-première le 20 février 2023 à la Berlinale 2023,. Tulip Entertainment distribue le film en Grèce, qui sort dès le 17 mars 2023. Sony Pictures Belgium le sort en Belgique le 15 mars 2023. En Allemagne, il sort le 16 mars 2023 par SquareOne Entertainment. Focus Features distribue le film aux États-Unis,.

### Critique
Sur l’agrégateur de critiques Rotten Tomatoes, il obtient 63 % d'avis favorables pour 115 critiques et une note moyenne de 6,1⁄10. Le consensus suivant résume les critiques compilées par le site : « Inside est peut-être un drame d'une seule note qui frise le test d'endurance, mais Willem Dafoe y va, ce qui est bien ». Sur Metacritic, qui utilise une moyenne pondérée, le film obtient une note de 53⁄100 pour 30 critiques.

## Distinctions
(en) Récompenses pour À l'intérieur sur l’Internet Movie Database

### Récompenses
- Palić European Film Festival 2023 : mention spéciale

### Nominations
- Berlinale 2023 : en compétition pour le prix Panorama
- Festival international du film de Sofia 2023 : en compétition pour Grand prix international